# ネット検閲

国境なき記者団によるネット検閲の評定
青:検閲なし
黄:多少検閲あり
赤:国境なき記者団の監視対象（厳しい検閲を実施）
黒:大変厳しい検閲を実施

ネット検閲（ネットけんえつ、英: Internet censorship）は、インターネット、イントラネット、ウェブや電子メールなどのネット上の情報を対象とした政府機関による検閲を指す。エドワード・スノーデン等の情報提供により、チョークポイントに海底ケーブルが収束しているのを利用し地球規模で検閲が行われていることが分かっている。検閲にかかった情報は、ウェブサイトへの掲載を禁止・削除するかウェブサイトをブロッキングして拡散を防ぐ。

## 概要
オフラインでの検閲とは別に扱われることが多いが、問題点は同様である。主な違いはオンラインの方が国境を容易に越えやすい点にある。ある情報を禁止する国の住民は、別の国のウェブ上でその禁止されている情報を得られる場合がある。逆に、ある資料を管理する政府が市民がその資料を閲覧するのを妨げる場合には、その政府が世界中のインターネットサイトを監視するなどして外国人をも制限する効果を持つことがある。
しかしながら、インターネットの基本的な分散的な技術によりインターネット上の情報の検閲を達成するのは非常に困難である。

### 国連の見解
2016年7月、国連人権理事会は市民がインターネットにアクセスする権利は基本的人権だとする決議を採択した。主に表現の自由をめぐって、オフラインで保障されている権利は当然ながらオンラインでも保障されるべきとの国連のスタンスが、同決議により改めて強く示された。
この決議は法的拘束力を持たないため、宣言の内容を強要することはできない。しかし、インターネットへのアクセスを故意に規制している国に対する牽制になるだろうと説明があった。
オンラインで配信されている情報へのアクセスを政府が意図的に遮断したり妨害したりする措置を非難するという条項に対しては、複数の国が猛反対。その文言を削除すれば、同決議に賛同してもよいとの姿勢が示された。反対した国は中国、ロシア、サウジアラビア、南アフリカ、インドなど。

### よくモニター監視されるウェブサイト
当然ながら政府からの公式発表は少ないが、新聞やマスコミなどでの事件報道を参考にすれば、次のようなサイトがモニター監視の対象になっていると思われる。
- 自殺系サイトや出会い系サイトあるいはアダルトサイトなどのアンダーグラウンドサイト
- MySpace、Facebookなどのソーシャル・ネットワーキング・サービス（SNS）
- 電子掲示板、チャットなどのコミュニティサイト
- Yahoo!オークションなどのインターネットオークションサイト
- 政治的なブログやウェブサイト
- ウィキペディア（詳細：ウィキペディアの検閲）

## 各国の状況

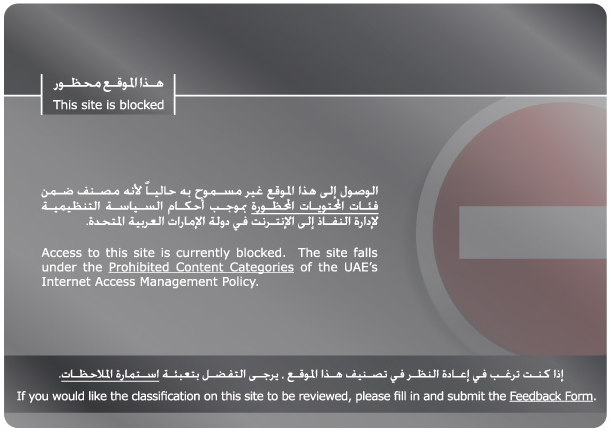
アラブ首長国連邦でのネット検閲の例。政府がアクセスを禁じているウェブサイトの閲覧がブロックされている。

ネット検閲の程度は国によって大きく異なる。民主主義国では一般的に検閲が行われることは少なく、あっても犯罪や暴力、反社会的行為に関わる情報の取り締まりといったもののみに限られ、国民は情報にアクセスし、公の議論に参加することがおおよそ可能である。対照的に、全体主義に代表される自由権が限られた政治体制を執る国家では言論を統制し、反対意見を抑圧するためにネットへのアクセスに厳しい制限を課す傾向が強い。特に選挙や抗議活動などの重要なイベントの際には、検閲をコミュニケーションを制限し、政治や社会問題に関する議論を妨げる手段として利用している。

### 「インターネットの敵」
2006年11月、国境なき記者団はネット検閲反対のキャンペーンを立ち上げるのにあたって、インターネットの検閲や接続遮断をしているという「インターネットの敵」13カ国を発表した。その13カ国は次の通りである。
- ベラルーシ[注 2]
- ミャンマー
- 中国
- キューバ
- エジプト
- イラン
- 北朝鮮
- サウジアラビア
- シリア
- チュニジア
- トルクメニスタン
- ウズベキスタン
- ベトナム

なお、ネット検閲を実施している国家はここで挙げられたものが全てというわけではない。

### 検閲事例
政府の公権力により、インターネット上での情報開示に検閲が行われている事例は次のとおり。
- 中華人民共和国では「网络审查」（網絡審査）という名目でネット検閲が行われ、「グレート・ファイアウォール」と呼ばれるシステム（中国のネットと国外の「反中国的サイト」とを隔てるファイアウォール）を設け、世界で最も大規模なサイバー検閲システムを構築した[3][4]。サーチエンジンでも特定の言葉の検索結果に対してフィルタリングが行われる（→グレート・ファイアウォール及び中国のネット検閲を参照）。
- オーストラリア・ニュージーランド。教育観点。オーストラリアは汚職をもみ消そうともした。
- ミャンマーでは個人によるウェブ接続やメール送信は認められず、検閲済みのサイトで構成されたミャンマー・ワイド・ウェブなるものが設けられている。現在は企業に一部開放しており、メールは政府による検閲が行われている。2021年にはミャンマー軍によるクーデターに対する抗議活動が行われる中、インターネット接続が一時遮断されTwitter、Facebook、Instagramなどが利用できなくなった他[5][6][7]、Wikipediaも検閲された[8]。
- キューバでは許可のないインターネットの使用は違法とされている。許可を得られる例の大半は医師であり、医師の近隣住民が海外へのメール送信を依頼するが、キューバ政府はこれを制限しようとした。
- チュニジアでは（ポルノサイト、メールサービス、転送サービスなど）数千のウェブサイトがブロックされ、FTPやP2Pの利用が禁じられている。（技術的にプロキシに利用されるポートが封鎖されている。）
- シリアでは政治的な理由から幾つかのウェブサイトの閲覧を禁止しそれらにアクセスした市民を逮捕した。
- 大韓民国では「情報通信網利用促進及び情報保護等に関する法律」により政府・情報通信倫理委員会がISPに対して強大な監督指導権限を有しており、朝鮮民主主義人民共和国に共感的と看做される様々なサイトへの接続を認めないように命令した。この他、日本の韓国支配を肯定したり、竹島（韓国名・独島）が日本の領土であることを肯定する記述を含む21の「親日サイト」や5つのコミュニティが「反愛国的」との理由で強制的に削除されたケースも存在する[9][10][11]。2012年8月下旬に大韓民国放送通信委員会が親日サイトを制裁することを決め、削除や接続遮断などの言論統制を行っている。2012年9月5日には親日サイトを作った13歳の少年が逮捕された[12]。

- イスラム国家の多くではインターネット接続は政府の管理下にあり、「不道徳」とされるサイトのアクセスをブロックしたプロキシを経由して行われる。この中には露骨なポルノサイトのみならずセクシャリティなどに関する議論、議論が行われるブログのホスト、女性の下着のネット販売を含む女性の裸に関する記述のあるサイトなども含まれ、またイスラム教と他の宗教を比較するサイトや政治的に微妙であったり、議論のある話題などもブロックされている。
- トルコでは、「政治的な理由」によってYouTubeなどのGoogle関連サイトを含む、約3700の外部サイトへのアクセスが政府によってブロックされている[13]。Googleグループ#ブロックも参照。 さらに2013年6月、反政府抗議運動を抑え込むためにTwitterとFacebookまで利用制限するに至った[14]。2017年4月には、ウィキペディアへのアクセスも完全に遮断した（2017年トルコのウィキペディア閲覧制限）[15]。
- アラブ首長国連邦では国内単一のプロバイダであるエティサラットを通じてセキュアコンピューティングの手法で（すべてのサイトが62のカテゴリに分類され）強制的に検閲されポルノや政治的に微妙なものなど、UAEの道徳観に反すると思われるものはブロックされる。
- シンガポールではメディア開発庁（MDA）はインターネット行動規範（Internet Code of Practice）の遵守と自主規制および自社制度を促している[16]。3つの主要なプロバイダによって提供されるインターネットのサービスは治安、国防、人種や宗教間の調和、公衆道徳への脅威となる材料を含むサイトを規制しブロックしており、また警察にはオンラインの通信を傍受する強い権限が与えられている。2005年に3人がブログで反マレー人・反イスラムなど人種差別を煽動する書込みをしたとして逮捕・起訴され、うち中華系男性2人が扇動防止法違反の容疑で懲役を受けた[17]。ブログで教師を中傷する学生を訴えるという教職員組合による警告など、法的対応による脅威が増えることによる萎縮効果が議論された。
- モロッコでは2006年3月にLiveJournalなどの多くのブログサイトへのアクセスをブロックした。
- タイでは非合法活動の表現を規制するために多くの労力が払われた。タイが管轄するDNSサーバの管理やプロキシの管理によりポルノ、薬物の使用、ギャンブルが厳しく禁じられている。また王室批判は不敬罪で処断される。これによりそれらウェブサイトはアクセス困難になっている。政府はネット検閲を回避する方法を論じたサイトをもブロックした。
- ロシアでは裁判所がYouTubeに政治的な動画をアップロードしたプロバイダからのYouTubeへの全てのアクセスを遮断するよう命じた[18]。ウラジーミル・プーチン政権下でネット規制は強化されており、2017年にはLINEが使用不可となった。ロシアのSNS「テレグラム」は利用者間通信の暗号解読鍵の当局への提供を拒否したことから、2018年4月に遮断され、首都モスクワで抗議集会が起きた。このほかテロリズム対策を理由として、ネット事業者が利用者情報と全ての通信記録をロシア国内のサーバに保存するよう義務付ける法律が2018年7月から適用される[19]。

### 規制事例
法的規制により、インターネット上の情報開示に何らかの制限が加えられている事例は次のとおり。
- アメリカ合衆国では1996年2月に通信品位法を定めた。規制の対象は主に年少者に関するものだが、言論の自由に関する議論の対象にされている。しかし言論の自由を擁護する側からの憲法修正第1条違反との訴えにより、6月、レノ対アメリカ自由人権協会事件で無効とされた。1998年に施行されたデジタルミレニアム著作権法では著作権保護技術の解除プログラムに関する議論やその配布が犯罪と規定され、オンラインでの著作権侵害の主張をより容易にした。この法律は既に（サイエントロジー教会など）幾つかの団体が著作権保護の訴えに見せかけて気に入らない言論を封殺するために用いられている[20]。
- カナダについては、「ラディカル・フェミニズム」を参照。
- 米国とフランスで争われているLICRA 対 Yahoo!の訴訟ではフランスの組織「人種差別と反ユダヤ主義に反対する国際連盟」(LICRA) とフランスユダヤ人学生連合 (UEJF) がヤフーがナチの記念品を売るオークションサイトに出店を許しているとして訴えた。これらの記念品はナチの戦争犯罪とホロコーストを賛美するものであると非難された。フランスではヤフーフランスのサイトがフランス法に反するとして閲覧を禁止する判断が示された。米国ではヤフーはフランスでの判断が合衆国憲法修正第一条に反すると主張し、カリフォルニア連邦地裁でヤフーの訴えが認められたが、連邦高裁で覆された。
- モルディブではネット上で政府批判記事を発表した市民が逮捕された。
- アメリカ新世紀プロジェクトは2000年9月に米国によるサイバースペースと近地球衛星軌道の支配を提唱している。
- ブラジルのサンパウロ州はネットカフェの利用者に住所氏名と生年月日、電話番号と身分証明書番号の登録を義務付ける最初の州となった[21]。
- スウェーデンでは2005年から児童ポルノをブロッキングしている[22]。
- 日本では2008年6月11日、青少年が安全に安心してインターネットを利用できる環境の整備等に関する法律（青少年ネット規制法）が成立し1年以内での施行が定められた。一部地域では地方自治体による独自規制もある。2008年3月26日、広島市議会において青少年と電子メディアとの健全な関係づくりに関する条例が可決、成立し、2008年3月28日付けで公布された[23]。2008年3月26日に同条例施行規則が公布され、同条例第14条に基づき「広島市青少年と電子メディアに関する審議会」を2008年4月1日から先行して施行される。最終的に同条例は2008年7月1日から完全に施行された。
- 2011年1月に起こったエジプト騒乱で、反政府デモの混乱を鎮圧するためにエジプト政府はTwitterの接続をブロックした後、1月27日から28日かけて広い地域においてインターネット接続の遮断を行った[24][25]。Facebookをはじめとするソーシャルメディアがエジプト各地の都市における抗議行動の展開に大きな役割を果たしていたが、この措置でYahoo!、Googleなどにもアクセスしにくくなった[25]。エジプトではサービス遮断は合法[24]。また携帯電話の使用も全面遮断された[24]。
- 2008年12月、イギリスのインターネット監視財団が児童ポルノ画像が掲載されているとしてウィキペディアへのアクセスを制限した（インターネット監視財団とウィキペディア）。ウィキメディア財団の抗議でブロックは解除された[26]。